# 存在性定理
存在性定理（英語：Existence theorem）在数学中是指一类以“存在……”开头的定理的总称。有时前面也会加上一些限定，比如说“对于所有的……，存在……”。形式上来说，存在性定理是指在定理的命题叙述中涉及存在量词的定理。实际中，许多存在性定理并不会明确地用到“存在”这个字眼，比如说“正弦函数是连续的。”这个定理中并没有出现“存在”一词，但仍是一个存在性定理。因为“连续性”的定义是一个存在性的定义。
二十世纪初期曾经有过关于纯粹的存在性定理的争论。在数学结构主义的角度上，如果承认此种定理的存在，那么数学的实用性将会降低。而与之相反的观点认为抽象的手段可以达到数值分析所无法达到的目的。

## 纯粹的存在性定理
一个存在性定理被称为“纯粹的”，当且仅当其证明并不包含任何关于存在对象的构造方法，也就是说这个定理的证明仅仅能证明某个东西的存在，但并不提供与其有关的其它信息。
严格看来，这个定义中就存在着矛盾。因为它是一个关于定理本身的定义，却用到了关于定理的证明的信息：这样，纯粹存在性定理的定义就违背了定理与证明不相干的原则：一般来说，一个定理应该是一个被证明了的陈述，而不应该依赖于用来证明它的方式。一个定理应当可以在不知道其证明的情况下进行应用。因此，结构主义数学家们倾向于在拓展的逻辑中开展工作（比如说在直觉逻辑中），这时的纯粹存在性定理将总会比构造性的证明更弱。
纯粹的存在性证明在当代数学中俯拾皆是。举例来说，对于一个线性问题，解集是一个向量空间。而对于这个空间的维数的计算可以导出关于解的存在性证明：如果解集的维数大于等于1，那么必然存在非零解（虽然不知道具体的解是什么）。